# Grzegorz Pojmański
Grzegorz Pojmański (ur. 16 kwietnia 1959 w Warszawie) – polski astronom, pracownik Obserwatorium Astronomicznego Uniwersytetu Warszawskiego. W 1997 roku wraz z profesorem Bohdanem Paczyńskim stworzył projekt ASAS (All Sky Automated Survey). Z pomocą ASAS Pojmański odkrył dwie nowe komety: C/2004 R2 (ASAS) i C/2006 A1 (Pojmanski).

## Życiorys
W 1992 roku uzyskał stopień doktora, rozprawa habilitacyjna w 2001 roku, tytuł profesora nauk fizycznych od 2011 roku.